# Liste der Naturdenkmale in Wilkau-Haßlau
Die Liste der Naturdenkmale in Wilkau-Haßlau nennt die Naturdenkmale in Wilkau-Haßlau im sächsischen Landkreis Zwickau.

## Definition
„Naturdenkmäler sind rechtsverbindlich festgesetzte Einzelschöpfungen der Natur oder entsprechende Flächen bis zu fünf Hektar, deren besonderer Schutz erforderlich ist
1. aus wissenschaftlichen, naturgeschichtlichen oder landeskundlichen Gründen oder
2. wegen ihrer Seltenheit, Eigenart oder Schönheit.“

„§ 18 – Naturdenkmäler – (zu § 28 BNatSchG)
(1) Die Erklärung nach § 22 Abs. 1 BNatSchG von Teilen von Natur und Landschaft als Naturdenkmal erfolgt durch Rechtsverordnung oder Einzelanordnung.
(2) Über § 28 Abs. 1 BNatSchG hinaus können Naturdenkmäler zur Sicherung von Lebensgemeinschaften oder Lebensstätten von im Bestand gefährdeten oder streng geschützten Arten festgesetzt werden.“

## Liste
In Wilkau-Haßlau ist nur ein Einzel-Naturdenkmal (ND) bekannt.
Link zu einem Kartenansichtstool, um Koordinaten zu setzen.
| Bild | Bezeichnung                 | Lage                                     | Beschreibung                                                      | Datum | Nummer |
| ---- | --------------------------- | ---------------------------------------- | ----------------------------------------------------------------- | ----- | ------ |
| BW   | Eiche auf dem Rocksengipfel | Haara (50° 39′ 22,5″ N, 12° 31′ 58,5″ O) | Die Eiche steht mitten in der Feldflur der Gemarkung auf 390,5 m. | 1980  |        |